# Jim Nabors
Jim Nabors, właśc. James Thurston Nabors (ur. 12 czerwca 1930 w Sylacauga, zm. 30 listopada 2017 w Honolulu) – amerykański aktor i piosenkarz.

## Życiorys
Piosenkarz występował najpierw w klubie nocnym w Santa Monica, gdzie został odkryty przez Andy’ego Griffitha. Tak rozpoczęła się jego kariera w The Andy Griffith Show, gdzie wcielił się w rolę Gomera Pyle’a. Postać zyskała tak dużą popularność, iż doczekała się swojego własnego programu – Gomer Pyle, U.S.M.C. Nabors nagrał własne albumy i single.